# Erythrorchis
Erythrorchis – rodzaj roślin jednoliściennych z rodziny storczykowatych (Orchidaceae). Obejmuje 2–3 gatunki występujące w południowo-wschodniej Azji sięgając po Wyspy Riukiu na północy i Nową Gwineę oraz okoliczne wyspy na południu. Wszystkie są pnączami myko-heterotroficznymi.

## Morfologia
ŁodygaPnąca, barwy żółtobrązowej lub rdzawobrązowej, giętka, naga, okrągła na przekroju, silnie rozgałęziona. Z każdego węzła wyrasta korzeń i łuska.
KwiatyBardzo liczne zebrane są w gęste kwiatostany szczytowe lub boczne typu wiecha lub grono. Oś kwiatostanu naga, kwiaty wsparte trwałymi przysadkami. Kwiaty o listach okwiatu stulonych. Warżka prosta, niemal niepodzielona, bez ostrogi z jedną centralnym grzbietem i poprzecznymi prążkami utworzonymi z małych brodawek. Prętosłup nieco wygięty, zwężający się i pochylający ku grzbietowi na warżce. Pylnik przy szczycie prętosłupa, z dwoma pyłkowinami, grudkowato-mączystymi. Znamię wklęsłe, okazałe.
OwoceTorebka podłużna, sucha i pękająca.

## Systematyka
Rodzaj sklasyfikowany do plemienia Vanilleae, podrodzina waniliowe (Vanilloideae), rodzina storczykowate (Orchidaceae), rząd szparagowce (Asparagales) w obrębie roślin jednoliściennych.
Wykaz gatunków
- Erythrorchis altissima (Blume) Blume
- Erythrorchis cassythoides (A.Cunn. ex Lindl.) Garay